# Ralf-Guido Kuschy
Ralf-Guido Kuschy (Panketal, Brandenburg, 23 d'octubre de 1958 - Berlín, 1 de gener de 2008) va ser un ciclista alemany que va representar l'Alemanya de l'Est. Va competir com amateur i es va especialitzar en el ciclisme en pista. Del seu palmarès destaquen les dues medalles de bronze als Campionat del món de velocitat de 1985 i 1986, per darrere dels seus compatriotes Lutz Hesslich i Michael Hübner.